# La donna del lago
La donna del lago è un'opera lirica di Gioachino Rossini su libretto di Andrea Leone Tottola. Il soggetto deriva dal poema La donna del lago (The Lady of the Lake) di Walter Scott, pubblicato nel 1810.
La prima rappresentazione ebbe luogo il 24 ottobre 1819 al teatro San Carlo di Napoli  L'opera divenne molto famosa in Europa e in America, ma scomparve dai repertori dei teatri nella seconda metà del secolo.

Ritornò sulle scene nel 1958 a Firenze al Teatro della Pergola, sotto la direzione di Tullio Serafin con Rosanna Carteri e Cesare Valletti, tuttavia rimaneggiata e con alcuni numeri tagliati. 
Successivamente, con la scoperta dell'edizione critica e l'avvento del Rossini Opera Festival l'opera fu finalmente ripristinata: la prima rappresentazione secondo l'edizione critica avvenne nel 1981 a Pesaro diretta da Maurizio Pollini con Lella Cuberli. Da allora l'opera è eseguita piuttosto regolarmente.

Famose interpreti del ruolo di Elena furono: Montserrat Caballé, Katia Ricciarelli, Cecilia Gasdia, June Anderson, Mariella Devia e Joyce DiDonato. Come Malcolm vanno ricordate: Marilyn Horne, Lucia Valentini Terrani e Daniela Barcellona. Rockwell Blake e Juan Diego Flórez hanno fatto del ruolo di Giacomo-Uberto i loro cavalli di battaglia; vanno inoltre ricordati Chris Merritt, Gregory Kunde, Dano Raffanti, Michael Spyres e John Osborn, interpreti del difficile ruolo di Rodrigo.

## Cast della prima rappresentazione
| Ruolo            | Registro vocale | Interprete        |
| ---------------- | --------------- | ----------------- |
| Uberto/Giacomo V | tenore          | Giovanni David    |
| Douglas d'Angus  | basso           | Michele Benedetti |
| Rodrigo di Dhu   | tenore          | Andrea Nozzari    |
| Elena            | soprano         | Isabella Colbran  |
| Malcolm Groeme   | contralto       | Rosmunda Pisaroni |
| Albina           | mezzosoprano    | Maria Manzi       |
| Serano           | tenore          | Gaetano Chizzola  |
| Bertram          | basso           | Massimo Orlandini |

## Trama

### Atto I
Scozia, XVI secolo. È l'alba. Sulle sponde del lago Katrine pastori e pastorelle intrecciano canti, mentre lontano squillano i corni dei cacciatori. Elena (la "donna del lago") saluta l'alba dalla sua barca e canta il suo amore per Malcolm. Dalla vicina rocca di Benledi la osserva il cavaliere Uberto, nome sotto cui si cela il re di Scozia Giacomo V.
Uberto è venuto fin lì spinto dal desiderio di ammirare Elena, che gli è stata descritta come donna di grande bellezza; una fama la sua che gli sembra più che meritata. Quando Elena lo scorge Uberto le racconta un'innocente bugia: ha perduto il cammino mentre era a caccia con i suoi compagni. Pietosamente la fanciulla lo invita a raggiungerla sulla barca e andare con lei a ristorarsi a casa sua dall'altra parte del lago.
Mentre i cacciatori cercano inutilmente Uberto, nella magione di Elena e di suo padre Douglas, due loro amici, Albina e Serano, si scambiano delle confidenze: apprendiamo così che Giacomo è un oppressore ingiusto, che Rodrigo, che sta per giungere, è il capo dei ribelli e che a lui Douglas ha promesso in sposa Elena per sancire un'alleanza volta a liberare la Scozia dal dominio del re.
Giunti a casa di Elena, Uberto scopre con suo disappunto di essere in pericolo perché si trova nell'abitazione di un suo grande nemico, Douglas, il nobile che ha abbandonato la corte del re per schierarsi con i ribelli.
Apprende anche che Elena, sua figlia, è sì la promessa sposa di Rodrigo, ma è stata promessa contro la propria volontà e il suo cuore si apre alla speranza di poterla conquistare. Dal canto suo Elena, forse stimolata dalle cortesie del cavaliere, torna ancora una volta col pensiero a Malcolm, il suo amore lontano. Ma il pericolo incombe su Uberto, che controvoglia si separa dalla fanciulla per raggiungere i cacciatori suoi compagni. Albina lo traghetterà sull'altra sponda del lago.
Allontanatosi Uberto, compare Malcolm che in solitudine proclama il suo amore per Elena. Sopraggiunge Serano che lo informa che Rodrigo sta arrivando e Douglas è sempre intenzionato a dargli Elena in sposa. Si allontana Serano e giungono Douglas ed Elena, osservati di nascosto da Malcolm. Vincendo la debole protesta della figlia, il padre le ingiunge di sposare Rodrigo e la invita a seguirlo per andargli incontro. Douglas esce e Malcolm si manifesta a Elena; insieme i due innamorati si giurano eterna fede.
Nella vicina pianura Rodrigo viene accolto dagli uomini dei clan e da Douglas, seguito da Elena che appare riluttante e, nonostante le pressioni del padre, non riesce a nascondere il suo disagio nell'incontrare il promesso sposo, disagio che non sfugge a Rodrigo.
Giunge anche Malcolm con i suoi seguaci; quando i due innamorati si scorgono, il loro turbamento li tradisce con grande ira di Douglas e di Rodrigo. Però si stanno avvicinando anche i soldati di re Giacomo ed il pericolo unisce tutti spronandoli alla battaglia.

### Atto II
L'inizio della battaglia è ormai vicino Uberto canta il suo amore per Elena mentre da solo la sta cercando. Elena che si è nascosta in una grotta con Albina e Serano, manda quest'ultimo ad avere notizie del padre. Uberto trova Elena e le dichiara il suo amore, ma Elena gli confida di essere innamorata di Malcolm e che lui è senza speranza.
Romanticamente Uberto rispetta la sua scelta e, non solo rinuncia a lei, ma prima di lasciarla compie un gesto molto generoso: le dona un anello del re Giacomo, invitandola a presentarlo al re per avere la grazia qualora lei, il padre o l'amante fossero in pericolo.
Intanto giunge alla grotta anche Rodrigo seguito da uno stuolo di guerrieri; Uberto e Rodrigo si affrontano e infine si scagliano l'uno contro l'altro ingaggiando un aspro duello che li allontana dalla grotta seguiti da Elena e dai guerrieri.
A sua volta Malcolm arriva alla grotta dove incontra Albina; la battaglia sta volgendo al peggio per i clan e lui è venuto a cercare Elena per metterla in salvo. Arriva anche Serano che dice che Douglas intende consegnarsi al re per evitare ulteriori sofferenze alla patria. Di questo ha informato Elena che è corsa alla reggia. Infine sopraggiungono alcuni guerrieri con la notizia che Rodrigo è stato ucciso e il re ha vinto. Disperato Malcolm parte con i guerrieri.
Nella reggia di Stirling, dopo aver vinto in incognito il torneo indetto dal re per celebrare la vittoria, Douglas si consegna a Giacomo. Giunge anche Elena cercando del re e mostrando l'anello ricevuto da Uberto.
Viene condotta da colui che crede Uberto e che si rivela essere re Giacomo. Generosamente il re perdona Douglas e gli restituisce il suo precedente stato di nobile. Elena chiede la grazia anche per Rodrigo, ma il re la informa che è morto. Poi fa venire avanti Malcolm, che è suo prigioniero, lo grazia e gli concede la mano dell'amata. Elena si abbandona ad un canto pieno di felicità e gratitudine per il sovrano e tutti cantano le lodi del re per la sua magnanimità.

## Organico orchestrale
La partitura di Rossini prevede l'utilizzo di:
- 2 flauti (anche ottavini), 2 oboi, 2 clarinetti, 2 fagotti
- 2 corni (4 per l'aria di Douglas scritta da un collaboratore di Rossini), 2 trombe, 3 tromboni
- timpani, grancassa, piatti, triangolo
- arpa
- archi

Da suonare internamente:
- 6 corni
- Banda musicale
  - banda prima
    - 5 clarinetti
    - 9 trombe, 3 tromboni

  - banda seconda
    - ottavino, quartino (clarinetto piccolo in Mi b), 3 clarinetti, 2 fagotti
    - 2 corni, 4 trombe, 2 tromboni, serpentone, granbassi
    - grancassa

## Struttura dell'opera

### Atto 1
- 1 Introduzione Del dì la messaggera (Coro, Elena, Uberto)
- 2 Coro D'Inibaca donzella e duetto Sei già sposa? (Uberto, Elena)
- 3 Recitativo e cavatina Mura felici - Elena! O tu che chiamo (Malcolm)
- 4 Aria Taci, lo voglio (Douglas)[3]
- 5 Duettino Vivere io non potrò (Elena, Malcolm)
- 6 Coro Qual rapido torrente e cavatina Eccomi a voi (Rodrigo)
- 7 Finale primo Vieni o stella, che lucida e bella (Coro, Rodrigo, Elena, Douglas, Malcolm, Albina, Serano)

### Atto 2
- 8 Cavatina O fiamma soave (Uberto)
- 9 Duetto Alla ragion deh rieda e terzetto Qual pena in me già desta (Elena, Uberto, Rodrigo, Coro)
- 10 Aria Ah, si pera, ormai la morte (Malcolm, Coro)
- 11 Canzonetta Aurora, deh sorgerai (Uberto)
- 12 Coro Imponga il re
- 13 Rondò finale Tanti affetti in tal momento (Elena, Coro)

## Brani celebri

### Atto primo
- O mattutini albori, cavatina di Elena
- Mura felici... Elena! oh tu che chiamo!, recitativo e cavatina di Malcolm
- Qual rapido torrente....eccomi a voi miei prodi, coro e cavatina di Rodrigo

### Atto secondo
- Oh fiamma soave, cavatina di Uberto
- Qual pena in me già desta, terzetto tra Elena, Uberto e Rodrigo
- Tanti affetti in tal momento, rondò di Elena

Il rondò finale di Elena fu riutilizzato per il rondò finale di Bianca ne Bianca e Falliero (stessa musica, ma versi diversi), e utilizzato per una ripresa veneziana del Maometto secondo, sostituendo così il finale tragico con un anomalo lieto fine.

## Incisioni discografiche
| Anno | Cast (Elena, Uberto, Malcolm, Rodrigo, Douglas)                                             | Direttore        | Etichetta         |
| ---- | ------------------------------------------------------------------------------------------- | ---------------- | ----------------- |
| 1958 | Rosanna Carteri, Cesare Valletti, Irene Companeez, Eddy Ruhl, Paolo Washington              | Tullio Serafin   | Grand Tier        |
| 1970 | Montserrat Caballé, Franco Bonisolli, Julia Hamari, Pietro Bottazzo, Paolo Washington       | Piero Bellugi    | Opera d'Oro       |
| 1981 | Frederica von Stade, Rockwell Blake, Marilyn Horne, Dano Raffanti, Nicola Zaccaria          | Claudio Scimone  | Ponto             |
| 1983 | Katia Ricciarelli, Dalmacio González, Lucia Valentini Terrani, Dano Raffanti, Samuel Ramey  | Maurizio Pollini | Fonit Cetra - CBS |
| 1992 | June Anderson, Rockwell Blake, Martine Dupuy, Chris Merritt, Giorgio Surjan                 | Riccardo Muti    | Philips           |
| 2006 | Sonia Ganassi, Maksim Mironov, Marianna Pizzolato, Ferdinand von Bothmer, Wojciech Gierlach | Alberto Zedda    | Naxos Records     |
| 2008 | Carmen Giannattasio, Kenneth Tarver, Patricia Bardon, Gregory Kunde, Robert Gleadow         | Maurizio Benini  | Opera Rara        |

## Registrazioni video
| Anno | Cast (Elena, Uberto, Malcolm, Rodrigo, Douglas)                                 | Direttore        | Etichetta |
| ---- | ------------------------------------------------------------------------------- | ---------------- | --------- |
| 2015 | Joyce DiDonato, Juan Diego Flórez, Daniela Barcellona, John Osborn, Oren Gradus | Michele Mariotti | Erato     |